# Isaac Viñales
Isaac Viñales Mares (Llansá, provincia de Gerona, 6 de noviembre de 1993) es un piloto español de motociclismo. Actualmente corre en el Campeonato Mundial de Superbikes con el equipo Orelac Racing VerdNatura.
Es primo del también piloto de motociclismo Maverick Viñales.

## Biografía
Isaac Viñales fue aceptado en la prestigiosa Red Bull MotoGP Academy en 2006. Las lesiones le impidieron competir en 2007, pero su recuperación fue tal que en 2008 ganó el Campeonato Pre-GP 125cc Evo. Las siguientes dos campañas terminó cuarto y sexto en el Campeonato de España de 125cc, al tiempo que debutaba en el escenario mundialista con una Lambretta participando esporádicamente en varias carreras de 125cc, se cayó en Indianápolis (Estados Unidos)y se fracturó radio y cubito y su lugar lo ocupó Danny Kent. Luego esa misma temporada volvió como piloto invitado en el Gran Premio de Valencia con Aprilia en el equipo CBC Corse acabando 13.º. En 2011 pasó a competir en la categoría Moto2 del CEV, ganando en Valencia y terminando la campaña con un quinto puesto en la clasificación general.
Su primera temporada completa en el Campeonato del Mundo fue en 2012: En pretemporada tuvo una caída en los Test invernales de Cheste y fue operado de la fractura en la parte inferior del peroné de la pierna derecha. Debutó en la categoría de Moto3 a bordo de una FTR Honda del equipo Ongetta-Centra Seta y terminó en la 28.ª posición.
En 2013 permanece con el mismo equipo acabando el mundial en decimosexta plaza, con una clara mejoría respecto a la temporada anterior estando muchas carreras en los puntos.
Al año siguiente Isaac Viñales fichó con el Calvo team con montura KTM, equipo que en el 2013 su primo Maverick Viñales se proclamó campeón del mundo.
2014, Isaac ha hecho el mejor año, acabando el mundial en el lugar 7.º, subiendo al pódium en 3 ocasiones: 3.º en Le Mans (Francia), 2.º en Mugello (Italia), en la carrera más apretada de la historia entrando entre los tres primeros en 10 milésimas, 2.º en Cheste (Valencia).
Isaac Viñales corrió en el 2015 con el mismo equipo (Laglisse), pero con Husqvarna. Sin embargo, un conjunto de problemas extradeportivos con el propietario del equipo lo acabarían apartando de la formación, llegando incluso a juicio, por lo que acabó la temporada en el RBA Racing Team con el que consiguió un podio y la novena posición en el campeonato de pilotos.
Para la temporada 2015, Isaac Viñales da el salto a Moto2 de la mano del Tech 3, debutando en la categoría intermedia junto a Xavier Vierge.
En 2022 participó en el Campeonato Mundial de Resistencia de la FIM con una Yamaha en el equipo Moto AIN, finalizando 7.º en las 24 Horas De Spa y abandonando en el Bol d`Or. En 2023 participará nuevamente en dicho campeonato, pero con el equipo polaco Wójcik Racing, también con Yamaha, con Mathieu Gines y Sheridan Morais como compañeros de equipo.[cita requerida]

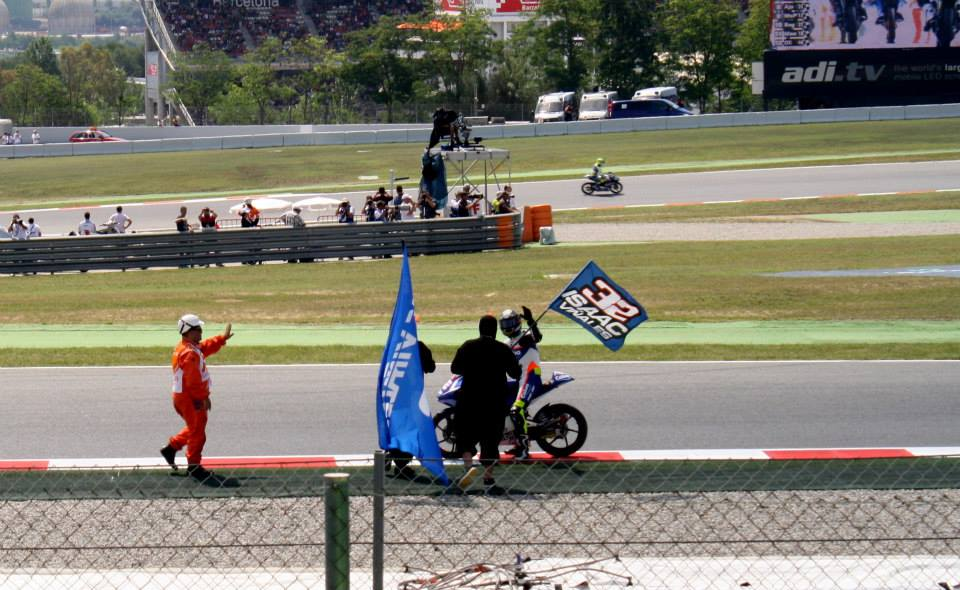
Isaac Viñales recogiendo la bandera de su club de fanes en Monmeló

## Resultados

### Campeonato del Mundo de Motociclismo
Sistema de puntuación de 1993 hasta 2022:
| Posición | 1.º | 2.º | 3.º | 4.º | 5.º | 6.º | 7.º | 8.º | 9.º | 10.º | 11.º | 12.º | 13.º | 14.º | 15.º |
| Puntos   | 25  | 20  | 16  | 13  | 11  | 10  | 9   | 8   | 7   | 6    | 5    | 4    | 3    | 2    | 1    |

#### Por temporada
| Temporada | Categoría | Moto      | Equipo                     | N.º   | Carreras | Victorias | Podios | Poles | VR | Pts. | Pos.  |
| --------- | --------- | --------- | -------------------------- | ----- | -------- | --------- | ------ | ----- | -- | ---- | ----- |
| 2010      | 125cc     | Aprilia   | Cataluña Racing Team       | 57/55 | 5        | 0         | 0      | 0     | 0  | 3    | 25.º  |
| 2010      | 125cc     | Lambretta | Lambretta Reparto Corse    | 57/55 | 5        | 0         | 0      | 0     | 0  | 3    | 25.º  |
| 2012      | Moto3     | FTR Honda | Ongetta-Centro Seta        | 32    | 15       | 0         | 0      | 0     | 0  | 8    | 28.º  |
| 2013      | Moto3     | FTR Honda | Ongetta-Centro Seta        | 32    | 17       | 0         | 0      | 0     | 0  | 47   | 17.º  |
| 2014      | Moto3     | KTM       | Team Calvo                 | 32    | 18       | 0         | 3      | 0     | 0  | 141  | 7.º   |
| 2015      | Moto3     | Husqvarna | Husqvarna Factory Laglisse | 32    | 18       | 0         | 1      | 0     | 1  | 115  | 9.º   |
| 2015      | Moto3     | KTM       | RBA Racing Team            | 32    | 18       | 0         | 1      | 0     | 1  | 115  | 9.º   |
| 2016      | Moto2     | Tech 3    | Tech 3 Racing              | 32    | 16       | 0         | 0      | 0     | 0  | 19*  | 24.º* |
| Total     |           |           |                            |       | 91       | 0         | 4      | 0     | 1  | 333  |       |

- *Temporada en curso

#### Carreras por año
(Carreras en negrita indica pole position, carreras en cursiva indica vuelta rápida)
| Año  | Cat.  | Moto      | 1       | 2       | 3       | 4       | 5       | 6      | 7       | 8       | 9       | 10      | 11      | 12      | 13      | 14      | 15     | 16      | 17      | 18      | Pos.  | Pts. |
| ---- | ----- | --------- | ------- | ------- | ------- | ------- | ------- | ------ | ------- | ------- | ------- | ------- | ------- | ------- | ------- | ------- | ------ | ------- | ------- | ------- | ----- | ---- |
| 2010 | 125cc | Aprilia   | QAT     | SPA 16  | FRA     | ITA     | GBR     | NED    | CAT Ret | GER     |         |         |         |         |         |         |        |         | VAL 13  |         | 25.º  | 3    |
| 2010 | 125cc | Lambretta |         |         |         |         |         |        |         |         | CZE 22  | IND Ret | RSM     | ARA DNS | JPN     | MAL     | AUS    | POR     |         |         | 25.º  | 3    |
| 2012 | Moto3 | FTR Honda | QAT Ret | SPA Ret | POR Ret | FRA Ret | CAT 24  | GBR 23 | NED 21  | GER 21  | ITA 19  | IND 14  | CZE DNS | RSM     | ARA 17  | JPN 23  | MAL 19 | AUS 10  | VAL 20  |         | 28.º  | 8    |
| 2013 | Moto3 | FTR Honda | QAT Ret | AME 13  | SPA 17  | FRA 10  | ITA 13  | CAT 11 | NED 11  | GER 12  | IND Ret | CZE Ret | GBR 11  | RSM 14  | ARA 18  | MAL 14  | AUS 13 | JPN Ret | VAL 7   |         | 17.º  | 47   |
| 2014 | Moto3 | KTM       | QAT 8   | AME Ret | ARG 7   | SPA 5   | FRA 3   | ITA 2  | CAT 7   | NED 7   | GER 8   | IND 17  | CZE 10  | GBR 13  | RSM 4   | ARA 12  | JPN 11 | AUS Ret | MAL Ret | VAL 2   | 7.º   | 141  |
| 2015 | Moto3 | Husqvarna | QAT 6   | AME 9   | ARG 3   | SPA 11  | FRA 7   | ITA 8  | CAT 7   | NED Ret | GER 18  |         |         |         |         |         |        |         |         |         | 9.º   | 115  |
| 2015 | Moto3 | KTM       |         |         |         |         |         |        |         |         |         | IND 5   | CZE Ret | GBR Ret | RSM 9   | ARA Ret | JPN 4  | AUS 8   | MAL 14  | VAL 6   | 9.º   | 115  |
| 2016 | Moto2 | Tech 3    | QAT 19  | ARG 24  | AME 18  | SPA 13  | FRA 20  | ITA 24 | CAT 16  | NED 21  | GER 9   | AUT 18  | CZE 14  | GBR Ret | RSM Ret | ARA 28  | JPN 15 | AUS DNS | MAL 10  | VAL Ret | 24.º  | 19   |
| 2017 | Moto2 | Kalex     | QAT 21  | ARG 17  | AME 17  | SPA 18  | FRA Ret | ITA 13 | CAT 13  | NED Ret | GER 22  | AUT     | CZE     | GBR     | RSM     | ARA     | JPN    | AUS     | MAL     | VAL     | 22.º* | 6    |

- *Temporada en curso.

### Campeonato Mundial de Supersport

#### Por temporada
| Temp. | Moto          | Equipo        | Carreras | Victorias | Podios | Poles | V.Rap. | Pts. | Pos. |
| ----- | ------------- | ------------- | -------- | --------- | ------ | ----- | ------ | ---- | ---- |
| 2019  | Yamaha YZF-R6 | Kallio Racing | 12       | 0         | 3      | 0     | 1      | 97   | 7.º  |
| 2020  | Yamaha YZF-R6 | Kallio Racing | 15       | 0         | 2      | 0     | 3      | 116  | 8.º  |
| Total |               |               | 27       | 0         | 5      | 0     | 4      | 213  |      |

#### Posiciones por año
(Carreras en negrita indica pole position, carreras en cursiva indica vuelta rápida)
| Año  | Moto   | 1       | 2       | 3      | 4     | 5     | 6     | 7      | 8       | 9       | 10     | 11    | 12     | 13      | 14    | 15    | Pos. | Pts. |
| ---- | ------ | ------- | ------- | ------ | ----- | ----- | ----- | ------ | ------- | ------- | ------ | ----- | ------ | ------- | ----- | ----- | ---- | ---- |
| 2019 | Yamaha | AUS Ret | THA 4   | SPA 10 | NED 8 | ITA 6 | SPA 8 | MIS 27 | GBR 22  | POR Ret | FRA 2  | ARG 3 | QAT 3  |         |       |       | 7.º  | 97   |
| 2020 | Yamaha | AUS 8   | SPA Ret | SPA 7  | POR 5 | POR 3 | SPA 7 | SPA 6  | SPA Ret | SPA 3   | SPA 15 | SPA 6 | FRA 13 | FRA Ret | POR 4 | POR 6 | 8.º  | 116  |

### Campeonato Mundial de Superbikes

#### Por temporada
| Temp. | Moto                   | Equipo                   | Carreras | Victorias | Podios | Poles | V.Rap. | Pts. | Pos.  |
| ----- | ---------------------- | ------------------------ | -------- | --------- | ------ | ----- | ------ | ---- | ----- |
| 2021  | Kawasaki Ninja ZX-10RR | Orelac Racing VerdNatura | 18       | 0         | 0      | 0     | 0      | 19*  | 17.º* |
| Total |                        |                          | 18       | 0         | 0      | 0     | 0      | 19   |       |

- * Temporada en curso.

#### Carreras por Año
(Carreras en negrita indica pole position, carreras en cursiva indica vuelta rápida)
| Año  | Moto     | 1      | 1      | 1      | 2      | 2      | 2      | 3      | 3      | 3      | 4      | 4      | 4      | 5      | 5      | 5      | 6      | 6      | 6      | 7   | 7   | 7   | 8   | 8   | 8   | 9   | 9   | 9   | 10  | 10  | 10  | 11  | 11  | 11  | 12  | 12  | 12  | 13  | 13  | 13  | Pos.  | Pts. |
| Año  | Moto     | R1     | CS     | R2     | R1     | CS     | R2     | R1     | CS     | R2     | R1     | CS     | R2     | R1     | CS     | R2     | R1     | CS     | R2     | R1  | CS  | R2  | R1  | CS  | R2  | R1  | CS  | R2  | R1  | CS  | R2  | R1  | CS  | R2  | R1  | CS  | R2  | R1  | CS  | R2  | Pos.  | Pts. |
| ---- | -------- | ------ | ------ | ------ | ------ | ------ | ------ | ------ | ------ | ------ | ------ | ------ | ------ | ------ | ------ | ------ | ------ | ------ | ------ | --- | --- | --- | --- | --- | --- | --- | --- | --- | --- | --- | --- | --- | --- | --- | --- | --- | --- | --- | --- | --- | ----- | ---- |
| 2021 | Kawasaki | SPA 13 | SPA 15 | SPA 13 | POR 17 | POR 17 | POR 15 | ITA 17 | ITA 15 | ITA 17 | GBR 15 | GBR 13 | GBR 17 | NED 11 | NED 13 | NED 14 | CZE 12 | CZE 17 | CZE 17 | SPA | SPA | SPA | FRA | FRA | FRA | SPA | SPA | SPA | SPA | SPA | SPA | POR | POR | POR | ARG | ARG | ARG | IDN | IDN | IDN | 17.º* | 19*  |

- * Temporada en curso.